# Taraxacum acricorne
Taraxacum acricorne là một loài thực vật có hoa trong họ Cúc. Loài này được Dahlst. miêu tả khoa học đầu tiên năm 1930.